# Play (singel Jennifer Lopez)
Play – singel amerykańskiej piosenkarki Jennifer Lopez. Utwór pochodzi z albumu J. Lo (z 2001 roku). Twórcami piosenki są Cory Rooney, Anders Bagge, Peer Åström, Arnthor Birgisson i Christina Milian.

## Teledysk
Wideoklip do utworu został nakręcony przez Francisa Lawrence’a. W jego trakcie, Lopez znajduje się na pokładzie kilkupoziomowego, futurystycznego samolotu. Wszystko, oprócz aktorów, zostało stworzone komputerowo, a produkcja zajęła 6 tygodni.

## Lista utworów
- CD 1

1. „Play” (Radio Edit)
2. „Play” (Full Intention Mix Radio)
3. „Play” (Artful Dodger Mix) (Main Mix Radio)
4. „Play” (Thunderpuss Club Mix)
5. „Play” (The Genie Mix)
6. „Love Don't Cost a Thing” (Main Rap #1 featuring Puffy)

- Enhanced CD 2

1. „Play”
2. „Play” (Full Intention Mix Radio)
3. „Love Don't Cost a Thing” (Main Rap #1 featuring Puffy)
4. „Play” (Video)

## Pozycje na listach przebojów
| Lista (2001)                           | Najwyższa pozycja |
| -------------------------------------- | ----------------- |
| Australian ARIA Singles Chart          | 14                |
| Ö3 Austria Top 40                      | 21                |
| Belgian Ultratop 50 Singles (Flandria) | 10                |
| Belgian Ultratop 40 Singles (Walonia)  | 8                 |
| Canadian Singles Chart                 | 5                 |
| Danish Singles Chart                   | 19                |
| Dutch Top 40                           | 7                 |
| European Hot 100 Singles               | 6                 |
| Finnish Singles Chart                  | 10                |
| French SNEP Singles Chart              | 20                |
| German Singles Chart                   | 19                |

| Lista (2001)                       | Najwyższa pozycja |
| ---------------------------------- | ----------------- |
| Irish Singles Chart                | 10                |
| Italian FIMI Singles Chart         | 8                 |
| Latvian Airplay Top 30             | 3                 |
| New Zealand RIANZ Singles Chart    | 7                 |
| Norwegian Singles Chart            | 12                |
| Swedish Singles Chart              | 10                |
| Swiss Singles Chart                | 10                |
| UK Singles Chart                   | 3                 |
| U.S. Billboard Hot 100             | 18                |
| U.S. Billboard Hot Dance Club Play | 2                 |